# Burgerinitiatief Erken ME
Het Burgerinitiatief Erken ME betreft een petitie die op 29 oktober 2013 werd aangeboden aan de Commissie VWS van de Tweede Kamer der Staten-Generaal. De petitie, opgesteld door de onafhankelijke actiegroep Groep ME-Den Haag, was bij de indiening door 54.000 Nederlandse burgers ondertekend.

## Inhoud van de petitie
Volgens de tekst van het burgerinitiatief schieten zowel de behandeling als de diagnostiek voor de ziekte myalgische encefalomyelitis in Nederland tekort. Aan de politiek worden zes verzoeken gedaan:
1. het maken van onderscheid tussen ME en CVS
2. erkenning van ME als neuro-immunologische aandoening
3. behandeling en diagnostiek die aansluit bij de internationale consensus criteria[3]
4. onderzoek naar de biomedische oorzaken van de ziekte
5. betere scholing van artsen
6. een verzekeringsgeneeskundig protocol dat past bij de internationale consensus criteria

## Politieke ontvangst
Aanvankelijk keerde de Commissie VWS zich tegen het burgerinitiatief, door te adviseren dit niet ontvankelijk te verklaren. Het onderwerp zou recent al zijn behandeld, omdat er een vraag van een briefschrijver was beantwoord. De commissie informeerde wel bij minister Edith Schippers naar de stand van zaken met betrekking tot de ziekte ME. Volgens het antwoord van de minister was er niets nieuws te melden. Aansluitend werd de commissie door de ME Vereniging Nederland van actuele informatie voorzien.
Op 14 mei 2014 vond alsnog een gesprek plaats met de initiatiefnemers. Twee deskundigen, de Belgische internist Kenny De Meirleir en de Nederlandse psychiater Hans Klein, gaven namens de Groep ME-Den Haag een toelichting. Naar aanleiding van dit gesprek besloot de commissie, de Gezondheidsraad om advies te vragen. Dit is dezelfde route als werd gevolgd bij het Burgerinitiatief Betere diagnose- en behandelmogelijkheden ziekte van Lyme, zij het dat de Gezondheidsraad al eerder, in 2005, een advies uitbracht. Daarin werd de ziekte ME echter niet onderscheiden van de diagnose chronischevermoeidheidssyndroom. De reactie vanuit de patiëntenvereniging op het besluit was niet enthousiast.